# Hélène Seguin
Hélène Seguin, née le 24 mars 1882 à Paris où elle est morte le 15 mai 1972, est une poétesse française.

## Biographie
José-Maria de Heredia encourage ses premiers vers.
Elle fait partie du Groupe d'Action d'Art Les Loups, initié par Anatole Belval-Delahaye, groupe dont elle est la seule femme, appelée « la bergère ».
Pendant quelques années, elle travaille comme professeur, puis comme secrétaire de l'œuvre du Soldat Blessé pendant la guerre 14-18, avant d'être rattachée à la direction des Beaux-Arts. L'Académie française couronne ses six volumes de poèmes. 
Elle devient vice-présidente honoraire de la Société des poètes français.
L’Académie française lui décerne le prix d’Académie en 1944 et le prix Amélie Mesureur de Wally en 1961 pour l'ensemble de son œuvre poétique.

## Œuvres
- Le Réseau fragile, édition de la Revue des Poètes, Plon: prix Fémina, couronné par l'Académie française avec le prix Archon-Despérouses (1910)[1]
- Du Soleil sur le toit, Bibliothèque du Temps Présent, chez Henri Falque, Éditeur (1911), prix Le-Fèvre-Deumier de l’Académie française en 1918
- La Tendre Effigie, Lemerre (1925), prix Jules-Davaine de l’Académie française
- Le Miroir de Clélie, édition Revue des Poètes, Perrin (1928), prix Jules-Davaine de l’Académie française
- Sous le Signe de la Croix, édition revue des Poètes, Perrin (1928)
- Au Clavier de mon Cœur, Lemerre (1951), prix Juliette-de-Wils de l’Académie française en 1952

## Sources
- Anthologie de la Jeune Poésie Française, édition des Loups, Paris (1911)
- Anthologie des Poètes Français Contemporains, tome IV, édition Delagrave, Paris (1958)